# Šaronje (miasto Novi Pazar)
Šaronje (cyr. Шароње) – wieś w Serbii, w okręgu raskim, w mieście Novi Pazar. W 2011 roku liczyła 299 mieszkańców.